# 69312 Rogerbacon
69312 Rogerbacon è un asteroide della fascia principale. Scoperto nel 1992, presenta un'orbita caratterizzata da un semiasse maggiore pari a 2,3234194 UA e da un'eccentricità di 0,1221834, inclinata di 7,19246° rispetto all'eclittica.
L'asteroide è dedicato al filosofo inglese Ruggero Bacone.